# Kultury andyjskie
Kultury andyjskie – wspólna nazwa dla dawnych kultur indiańskich, rozwijających się niegdyś na terenach obejmujących niziny pomiędzy Andami a brzegiem Oceanu Spokojnego.
Należą one do kultur stosunkowo mało znanych i nie do końca opracowana jest ich chronologia. Najstarsze, odnalezione ślady bytności człowieka na tych terenach pochodzą z osiemnastego tysiąclecia p.n.e.  Zostały odkryte w jaskini Pikimachay koło Ayacucho (w Peru). Znaleziska pochodzące z tej jaskini przypisano do dwóch faz rozwoju: 
- wcześniejszy  nazwano okresem Paccaicasa,
- późniejszy (od czternastego tysiąclecia p.n.e. do jedenastego tysiąclecia p.n.e.) okresem Ayacucho.

W jaskini znaleziono przede wszystkim  narzędzia wykonane z kamienia i kości, a także najstarsze, odnalezione na tym terenie ziarna kukurydzy (datowane są na V – III tysiąclecie p.n.e.).
Do kultur późniejszych, obejmujących okres od dziesiątego tysiąclecia p.n.e. do czwartego tysiąclecia p.n.e. należą kultury Chuqui, Zona Roja i Chivateros. Znaleziska pochodzące z tych tysiącleci to kościane, drobne narzędzia (skrobaczki, noże, ostrza włóczni) świadczące o tym, że były to czasy zbieractwa i myślistwa.
W górach leżących na terenie Peru i Boliwii odnaleziono także jaskinie z zachowanymi naskalnymi rysunkami. Przypuszczalny ich czas powstania to ósme tysiąclecie p.n.e. Malowidła przedstawiają ludzi polujących na stada gwanako andyjskich. Wykonane są przy użyciu barwników w kolorze czarnym, czerwonym, białym i żółtym. Przedstawiane postacie mają wysokość do 220 cm.

## Chronologia
Podział chronologiczny Andów Centralnych:
- epoka preceramiczna ~ 1800 BC,
- okres inicjalny 1800 - 900 BC,
- horyzont wczesny 900 - 200 BC,
- wczesny okres przejściowy 200 BC - 600 AD,
- horyzont środkowy 600 - 1000 AD,
- późny okres przejściowy 1000 - 1476 AD,
- horyzont późny 1476 - 1532 AD.

## Najstarsze ośrodki kulturowe
W czwartym tysiącleciu p.n.e. rozpoczyna się okres przechodzenia do osiadłego trybu życia. Rodzą się pierwsze struktury rolnicze. Ślady najstarszego ośrodka ceremonialnego, datowanego na 3000 p.n.e.  zostały odnalezione na terenie doliny Chicama (zobacz też kultura Norte Chico). Ruiny odnalezione w Las Haldas, Kotosh oraz La Florida (obecnie w obszarze Limy) pochodzą z okresu 1800-1400 p.n.e., nie odnaleziono śladów zabudowań mieszkalnych.
W Las Haldas (pomiędzy dolinami Casma i Culebras) odkryto trzy place z świątyniami usytuowanymi ich krańcach. Świątynie wzniesiono na platformach lub zboczach wzgórza. Ich konstrukcja składała się z dwóch pionowych bloków wykonanych z kamieni bazaltowych, pomiędzy które ułożono warstwę gliny i kamieni.
W Kotosh została odnaleziono najstarsza budowla na terenach Andów. Nazwana została Świątynią Skrzyżowanych Rąk, od jej wystroju. Wewnątrz pomieszczenia, w niszach, umieszczono wykonane z gliny wyobrażenia skrzyżowanych rąk. Świątynia to czworokątne pomieszczenie  wykonane z kamieni zespolonych gliną, postawione na 7,5 m wysokości platformie oblicowanej kamieniami. Przed świątynią znajdował się dziedziniec z paleniskiem.
La Florida (Kolumbia) to najbogatszy w formie ośrodek ceremonialny tego okresu. Odkryto w nim (w 1960 r.) pozostałości najprawdopodobniej największej piramidy środkowego wybrzeża. Została ona zbudowana z kamieni polnych. W pobliżu niej odnaleziono pozostałości platform i innych budowli.
Najstarsze ślady wytwarzania ceramiki pochodzą z ok. 3300-3100 p.n.e. Odnalezione zostały na terenach północnej Kolumbii oraz południowego Ekwadoru. W Peru odnaleziono ceramikę datowaną na okres 1800-1500 p.n.e. Jest ona związana z powstałymi na tym terenie ośrodkami kulturowymi. Pochodząca z tego okresu ceramika to ciemne misy ozdobione nacięciami, punktowaniem i czerwonymi dekoracjami oraz butle zdobione czarnymi pasami na pomarańczowym tle.

## Okres formatywny
Kultury tego okresu (od ok. 1200 p.n.e. do 100 r.) to czas rozwoju ceramiki, odkrycia brązu, tkactwa. Ludność zajmuje się przede wszystkim uprawą kukurydzy, manioku, ziemniaków, orzeszków ziemnych, fasoli. Pojawiły się pierwsze ośrodki handlowe. Odnaleziono wiejskie zespoły mieszkalne,  nie odnaleziono śladów miast.
Do kultur rozwijających się w tym czasie zalicza się: 
- kulturę Chavín obejmującą swoim zasięgiem górskie rejony położone na północ od Limy oraz
- kulturę Paracas obejmującą rejon Ica (na południe od Limy);
- nad jeziorem Titicaca rozwijają się kultury Chiripa i Pucara.

Do okresu formacyjnego należą także kultury: Gallinazo, Salinar, Vicús, Chañapata i Huancarani.

## Kultury regionalne
Kultury regionalne zaczęły wykształcać się na terenach andyjskich już w na przełomie II i I w. p.n.e., największy ich rozwój przypada na okres I – VIII w. Jako pierwsze pojawiły się kultury Mochica na północy, Nazca w centrum, Pucara na południu oraz najważniejsza z nich, kultura regionu Tiahuanaco (w departamencie La Paz w Boliwii). Ona, jako jedyna, stworzyła pod koniec VIII w., w okresie schyłku kultur regionalnych, państwo panadyjskie. Szczyt rozwoju tych cywilizacji przypada na V w.

## Odrodzenie kultur regionalnych
Po załamaniu się ekspansji kulturowej Tiahuanaco, wyludnieniu Huari ponownie dochodzi do wyodrębnienia się ośrodków regionalnych. Odradzają się one w formie miast-małych państw.
Na północy, na terenach wcześniej objętych panowaniem Moche powstało królestwo Chimú, nad rzeką Jequetepeque powstaje Lambayeque znane z osiągnięć w sztuce złotniczej. W regionie Pajatén po Abiseo zachowane są koliste platformy, których mury ozdobione są postaciami ludzi i kondorów.
Na płaskowyżu Boliwii powstaje miasto-państwo Colla (kultura chullpas). Po nim zachowały się koliste wieże zbudowane z ciosów kamiennych, zdobione płaskorzeźbami mitologicznych zwierząt. Wieże miały średnice 7–8 m, ich wysokość wynosiła nawet 11,8 m. Wewnątrz, w przesklepionym pomieszczeniu znajdowały się grobowce.
W XV w. wszystkie te miasta zostały podbite przez Inków.

## Kultury Kolumbii i Ekwadoru
Spośród wszystkich kultur andyjskich, kultury ludów zamieszkujących obecne tereny Kolumbii i Ekwadoru należą do najsłabiej poznanych. Obszar ten zamieszkiwany był przez ludy władające językami z grupy Czibczów. Tworzyli plemienne państewka, m.in. Quimbaya, Muisca, Tairona.
Nie odnaleziono na tych terenach pozostałości monumentalnej architektury. W rejonie Taironii, w północnej Kolumbii natrafiono na ślady kamiennych umocnień brzegów rzek, pozostałości po kamiennych zbiornikach na wodę oraz fragmentów mostów. Grobowce wykute w skałach odkryto w okolicach Popayán i Neivy (Kordyliera Środkowa).
Najbardziej znanymi zabytkami pozostawionymi przez Indian plemion Czibczów są wykonane przez nich wyroby ze złota oraz tombaku (stop miedzi i cynku). Znana im była technika spawania, kucia, odlewu w formach i na wosk tracony. Wykonywano, przede wszystkim z tombaku, ozdoby strojów, hełmy, posążki bóstw. Posążki przedstawiają postacie płasko modelowane, o lekko klinowych formach, statycznych sylwetkach. Wiele figurek pełni funkcję naczyń (butelek).
W pobliżu wsi San Agustín, w górnym biegu rzeki Magdalena, pod koniec XVIII w. odkryto pozostałości osady nieznanych twórców. Znalezisko zostało zbadane przez K. Th. Preussa w 1920 r. Odnalezione zabytki to niewielkich rozmiarów świątyńki zbudowane z nieobrobionych płyt kamiennych. Wymiary świątyń nie przekraczają 3,0 x 4,5 m. Budowle są przekryte płytą podpartą na jednym lub dwóch słupach i obsypane ziemią. Wewnątrz, na ścianie znajduje się nisza z figurką bóstwa.
W okolicach San Agustin odnaleziono też ponad 300 kamiennych rzeźb wykonanych z wulkanicznego tufu oraz szereg płaskorzeźb z wizerunkami węży, jaszczurek, małp, tapirów i postaci ludzkich. Postacie człowieka przedstawiające wojowników i kobiety mają krótkie korpusy i nogi oraz  wielkie, szerokie głowy. W rysach twarzy uwypuklone są szerokie nosy oraz cztery kły jaguara. Czasem, zamiast głowy "jaguara", występuje głowa "ptaka".  Ceramika pochodząca z tych terenów to przede wszystkim misy, często pozbawione ozdób lub z dekoracją ograniczoną do wyrytych wzorów geometrycznych.

## Sztuka Inków
Jest najpóźniejszą z wszystkich kultur andyjskich. Jej początki datowane są na XI w. Dotrwała ona do czasu podboju dokonanego przez hiszpańskich konkwistadorów w pierwszej połowie XVI w. Powstała w pobliżu jeziora Titicaca i objęła swoim zasięgiem płaskowyż boliwijski oraz północne regiony Chile i Argentyny.
Inkowie byli twórcami wielu monumentalnych, kamiennych budowli i rozległej sieci dróg. Imperium podzielone było na cztery prowincje: Chinchasuyo, Antisuyo, Contisuyo i Collasuyo. Produkcja oparta była na rolnictwie. Na tarasach górskich zboczy prowadzono uprawę ziemniaków, koki, komosy ryżowej (quinoa) i kukurydzy. W dolinach uprawiano także bawełnę. Inkowie hodowali zwierzęta: lamy, alpaki i wigonie. Świnki morskie były uzupełnieniem diety.
Głównym bogiem inkaskim było Słońce – Inti, na drugim miejscu znajdowali się jego siostra i żona – Księżyc oraz piorun – Inti Illapa. Najważniejszymi świętami były dni przesilenia oraz zrównania dnia z nocą. W imperium funkcjonowała poczta działająca dzięki sztafetom gońców – chasqui.